# Iwan Wladimirowitsch Tutukin
Iwan Wladimirowitsch Tutukin (russisch Иван Владимирович Тутукин, internationale Schreibweise Ivan Tutukin; * 11. Juni 1986 in Moskau, Sowjetunion) ist ein russischer Triathlet und nationaler Triathlon- und Duathlon-Meister (2016). Er wird in der Bestenliste der Triathleten auf der Ironman-Distanz geführt.

## Werdegang
2005 wurde Tutukin in Japan Vierter bei der Triathlon-Weltmeisterschaft der Junioren.
In der Weltmeisterschaftsserie 2009 (ITU World Championship Series 2009) belegte er den 38. Rang.
2016 heiratete er die russische Triathletin Inna Zyhanok (* 1986), mit der er bereits seit 2005 liiert war. Im Juni wurde er Staatsmeister auf der Triathlon-Mitteldistanz und im August gewann er den Ironman 70.3 Gdynia. Im selben Monat wurde Tutukin drei Wochen später auch russischer Duathlon-Meister.

### Dopingvorwurf 2016
Ende August 2016 wurde bekannt, dass bei einer Doping-Kontrolle im April Meldonium festgestellt worden war. Die Nationale Anti-Doping-Agentur (USADA) sprach nach Beratungen aber keine Sperre aus, da Tutukin angab, die Einnahme im Oktober 2015 beendet zu haben und das Mittel erst seit Januar 2016 auf der Doping-Verbotsliste steht.
Beim Ironman Barcelona wurde er im Oktober Zweiter auf der Langdistanz (3,86 km Schwimmen, 180,2 km Radfahren und 42,195 km Laufen).

### 5. Rang Ironman European Championships 2017
Im Juli 2017 wurde Tutukin Fünfter in Frankfurt am Main beim Ironman Germany (Ironman European Championships).
Im April 2018 konnte er seine Bestzeit im North American Championship nochmals um zwölf Minuten verbessern, belegte im Ironman Texas nach 7:39:57 Stunden nur 32 Sekunden hinter dem US-Amerikaner Matt Hanson den zweiten Rang und trug sich damit mit der drittschnellster Zeit in der Bestenliste der Triathleten auf der Ironman-Distanz ein. Nach dem Rennen wurde bekannt, dass die Radstrecke um drei Kilometer verkürzt und die Zeiten somit nicht als offizielle Ironman-Rekorde anerkannt werden.
Nach seinem zweiten Rang im Jahr 2018 gewann Tutukin mit dem Ironman Austria im Juli 2022 sein erstes Ironman-Rennen.

## Sportliche Erfolge
| Datum/Jahr    | Rang | Wettbewerb                                           | Austragungsort   | Zeit      | Bemerkung                                       |
| ------------- | ---- | ---------------------------------------------------- | ---------------- | --------- | ----------------------------------------------- |
| 17. Juli 2021 | 1    | KAZ Triathlon National Championships                 | Kostanay         | 01:56:20  |                                                 |
| 14. Juli 2019 | 2    | RUS Middle Distance Triathlon National Championships | Bronnitsy        | 003:55:02 |                                                 |
| 23. Sep. 2018 | 3    | Ironman 70.3 Augusta                                 | Augusta          | 03:46:01  |                                                 |
| 29. Juli 2018 | 1    | RUS Middle Distance Triathlon National Championships | Bronnitsy        | 03:50:17  |                                                 |
| 21. Mai 2017  | 3    | Ironman 70.3 Barcelona                               | Barcelona        | 04:07:54  |                                                 |
| 2. Apr. 2017  | 7    | Ironman 70.3 Texas                                   | Galveston Island | 03:50:38  |                                                 |
| 7. Aug. 2016  | 1    | Ironman 70.3 Gdynia                                  | Gdynia           | 03:55:22  |                                                 |
| 30. Juli 2016 | 3    | Ironman 70.3 Budapest                                | Budapest         | 03:43:05  |                                                 |
| 19. Juni 2016 | 1    | RUS Middle Distance Triathlon National Championship  | Sankt Petersburg | 04:00:58  |                                                 |
| 4. Juni 2016  | 2    | RUS Sprint Distance Triathlon National Championship  | Ischewsk         | 01:00:25  | Vize-Staatsmeister hinter Wladimir Turbajewskij |
| 22. Mai 2016  | 3    | Ironman 70.3 Chattanooga                             | Chattanooga      | 03:53:05  |                                                 |
| 24. Apr. 2016 | 2    | St. Anthony’s Triathlon                              | Saint Petersburg | 01:47:25  |                                                 |
| 6. Juni 2015  | 4    | RUS Triathlon National Championship                  | Sotschi          | 01:47:56  | hinter Alexander Brjuchankow                    |
| 26. Juli 2009 | 18   | ITU World Championship Series 2009                   | Hamburg          | 01:45:37  | im fünften WM-Rennen der Saison                 |
| 21. Juli 2007 | 7    | ETU Triathlon European Championship U23              | Kuopio           | 01:50:35  | U23-Europameisterschaft                         |
| 10. Sep. 2005 | 4    | ITU Triathlon World Championship Junior Men          | Gamagōri         | 00:55:49  | Weltmeisterschaft Junioren                      |

| Datum/Jahr    | Rang | Wettbewerb        | Austragungsort    | Zeit     | Bemerkung                                            |
| ------------- | ---- | ----------------- | ----------------- | -------- | ---------------------------------------------------- |
| 16. Sep. 2024 | 5    | Ironman Austria   | Klagenfurt        | 07:56:40 |                                                      |
| 3. Juli 2022  | 1    | Ironman Austria   | Klagenfurt        | 08:17:21 |                                                      |
| 1. Juli 2018  | 2    | Ironman Austria   | Klagenfurt        | 08:13:21 |                                                      |
| 28. Apr. 2018 | 2    | Ironman Texas     | The Woodlands     | 07:39:57 | mit neuer persönlicher Bestzeit – verkürzter Radkurs |
| 9. Juli 2017  | 5    | Ironman Germany   | Frankfurt am Main | 07:51:56 | Ironman European Championships                       |
| 2. Okt. 2016  | 2    | Ironman Barcelona | Calella           | 08:05:22 |                                                      |

| Datum/Jahr    | Rang | Wettbewerb                          | Austragungsort | Zeit     | Bemerkung |
| ------------- | ---- | ----------------------------------- | -------------- | -------- | --------- |
| 20. Aug. 2016 | 1    | RUS Duathlon National Championships | Saratow        | 01:52:33 |           |

(DNF – Did Not Finish)